# Stav Lemkin
Stav Lemkin (hebreo: סתיו למקין; Tel Aviv, 2 de abril de 2003) es un futbolista israelí que juega como defensa en el F. C. Twente de la Eredivisie.

## Selección nacional
Juega en la selección nacional de Israel sub-19 (debut en 2021) y en la selección nacional de Israel sub-21 (debut en 2022).

## Estadísticas

### Clubes
Actualizado al último partido disputado el 6 de mayo de 2023.
| Club                         | Div.          | Temporada     | Liga  | Liga  | Copas nacionales | Copas nacionales | Copas internacionales | Copas internacionales | Total | Total |
| Club                         | Div.          | Temporada     | Part. | Goles | Part.            | Goles            | Part.                 | Goles                 | Part. | Goles |
| ---------------------------- | ------------- | ------------- | ----- | ----- | ---------------- | ---------------- | --------------------- | --------------------- | ----- | ----- |
| Hapoel Tel Aviv F. C. Israel | 1.ª           | 2020-21       | 0     | 0     | 0                | 0                | —                     | —                     | 0     | 0     |
| Hapoel Tel Aviv F. C. Israel | 1.ª           | 2021-22       | 9     | 0     | 0                | 0                | —                     | —                     | 9     | 0     |
| Hapoel Tel Aviv F. C. Israel | 1.ª           | 2022-23       | 22    | 0     | 5                | 1                | —                     | —                     | 27    | 1     |
| Hapoel Tel Aviv F. C. Israel | Total club    | Total club    | 31    | 0     | 5                | 1                | 0                     | 0                     | 36    | 1     |
| Total carrera                | Total carrera | Total carrera | 31    | 0     | 5                | 1                | 0                     | 0                     | 36    | 1     |

## Palmarés

### Títulos nacionales
| Título                  | Club                   | País    | Año  |
| ----------------------- | ---------------------- | ------- | ---- |
| Liga Premier de Ucrania | F. K. Shajtar Donetsk  | Ucrania | 2024 |
| Copa de Ucrania         | F. K. Shajtar Donetsk  | Ucrania | 2024 |
| Copa Toto Al            | Maccabi Tel Aviv F. C. | Israel  | 2025 |
| Liga Premier de Israel  | Maccabi Tel Aviv F. C. | Israel  | 2025 |